# Bloomsbury (Londres)
Pour les articles homonymes, voir Bloomsbury.
Situé dans le sud du borough londonien de Camden, Bloomsbury est une zone du centre de Londres, créée aux XVIIe et XVIIIe siècles par la famille Russell dans un quartier résidentiel à la mode. 
Il est réputé pour sa diversité de « squares » aménagés en jardins publics, ses relations étroites avec le monde littéraire et intellectuel (illustrées par l'implantation du Bloomsbury Group ayant réuni John Maynard Keynes, Duncan Grant, Vanessa Bell, Roger Fry, Desmond MacCarthy, Clive Bell, Leonard Woolf et Virginia Woolf), ses nombreux hôpitaux publics et ses établissements universitaires prestigieux. 
Alors que Bloomsbury n'a pas été le premier quartier de Londres à acquérir un « square » selon les règles, Southampton Square (aujourd'hui Bloomsbury Square), que l'on doit à Thomas Wriothesley, 4e comte de Southampton en 1660, a été de fait le premier endroit à être désigné ainsi. 
Bloomsbury abrite le British Museum, l'Académie royale d'art dramatique, l'Association médicale britannique et les « Bloomsbury Colleges » de l'université de Londres (École des hautes études et les instituts qui la composent, UCL, Birkbeck, Institut d'éducation, École d'hygiène et de médecine tropicales, École de pharmacie, École des études orientales et africaines (SOAS), École royale vétérinaire...). On y trouve d'autres établissements universitaires comme l'Association architecturale, le Centre londonien de l'université du Delaware, ainsi qu'une antenne de l'université de Syracuse à Londres, longtemps un avant-poste de l'université américaine. 
Parmi les hôpitaux fameux on trouve le Great Ormond Street Hospital, qui détient les droits sur Peter Pan et le Collège hospitalier universitaire (UCL).
Bloomsbury était autrefois le siège de la British Library, installée au British Museum ; en 1997 on l'a transférée à quelques centaines de mètres, dans des locaux plus vastes situés à côté de la gare de Saint-Pancras à Somers Town.

## Personnalités associées à Bloomsbury
- Lord Montaigu, ancien ambassadeur en France y avait une grande demeure, Montagu House, qu'il fit décorer de 1689 à 1691 par le peintre français Charles de la Fosse avec James Parmentier. D'autres décorateurs tels que Jacques Rousseau (1630-1693) et le peintre de fleurs Monnoyer en 1685, participèrent au chantier.
- Samuel Coleridge-Taylor, musicien et compositeur, naît au no 15 Theobald's Road[1].
- Charles Darwin, naturaliste, habitait au no 12 Upper Gower Street avec sa femme entre 1838 et 1842[2].
- Charles Dickens, romancier, habitait au no 48 Doughty Street ; sa maison est aujourd'hui un musée qui lui est consacré.
- Benjamin Disraeli, écrivain, homme politique et Premier ministre britannique, naît au no 22 Theobald's Road[3].
- John Maynard Keynes, économiste et auteur, habitait à Gordon Square.
- Virginia Woolf, romancière, et sa sœur, Vanessa Bell, peintre, habitaient au no 46 Gordon Square.

## Galerie

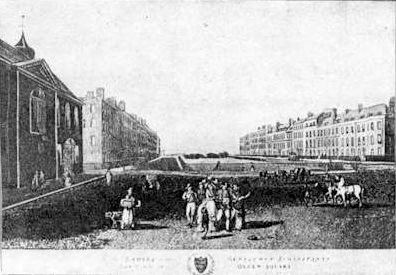
Vue de Queen Square, Bloomsbury, en 1787. Le terrain s'étend librement jusqu'à Highgate et Hampstead.
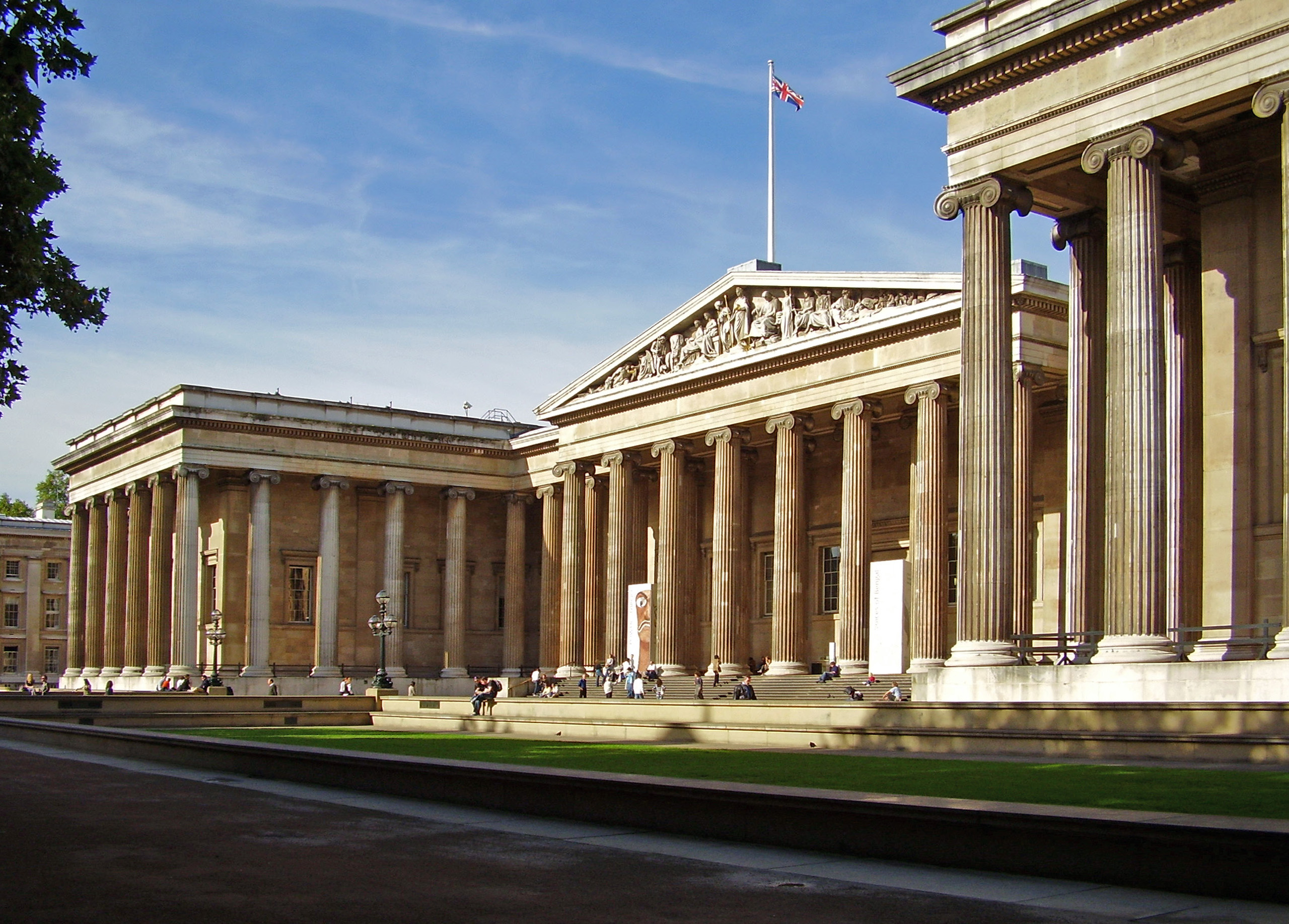
Le British Museum.
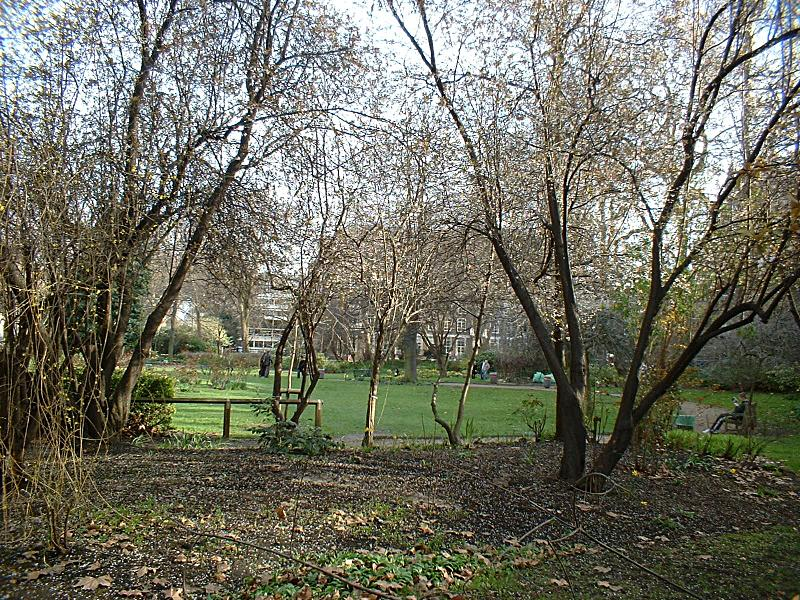
Gordon Square.
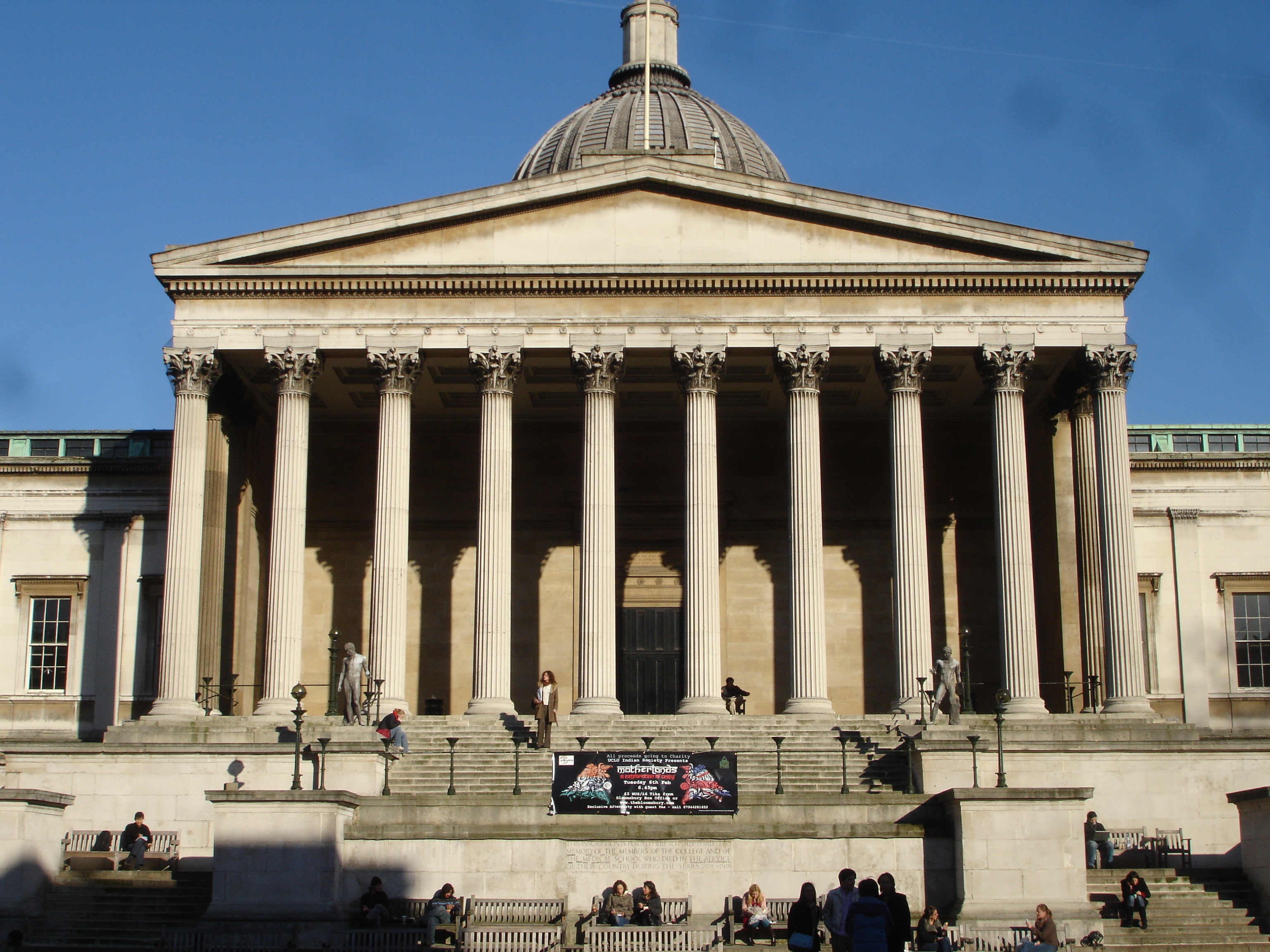
Le bâtiment principal de UCL.
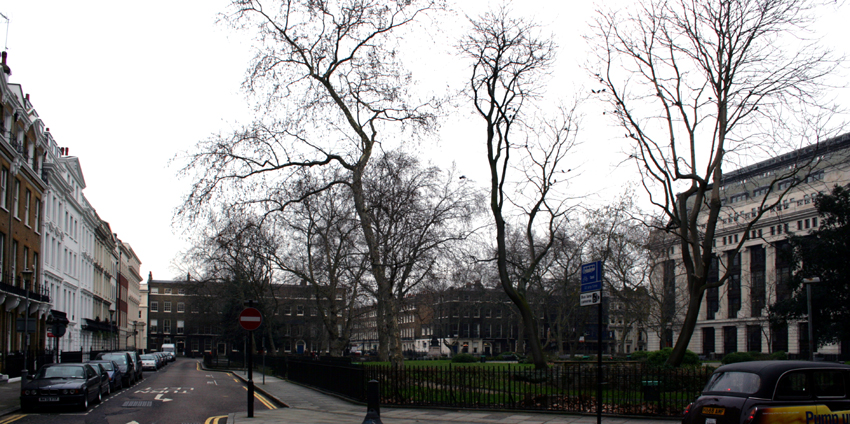
Bloomsbury Square.
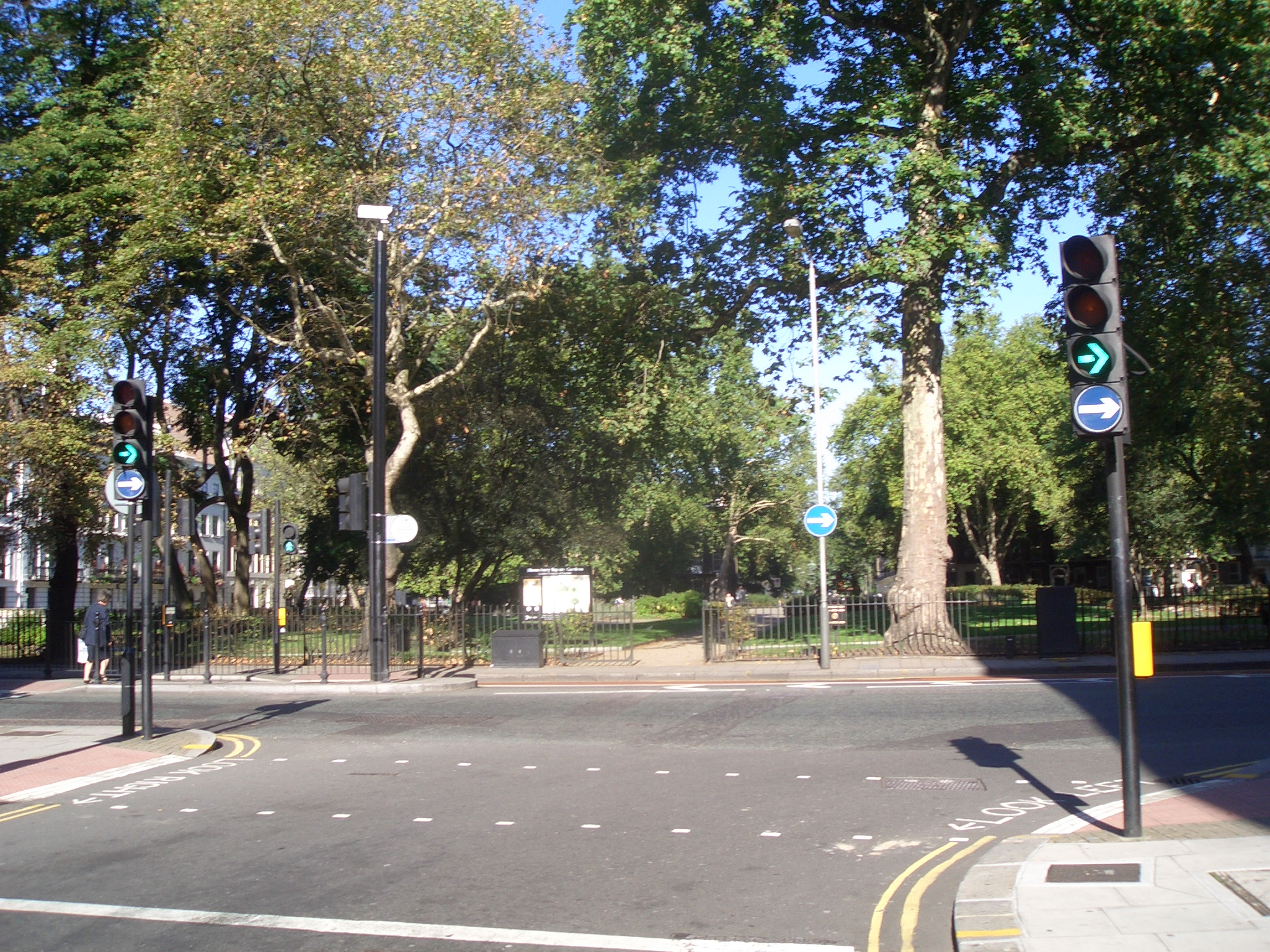
Bloomsbury Square vu du sud.
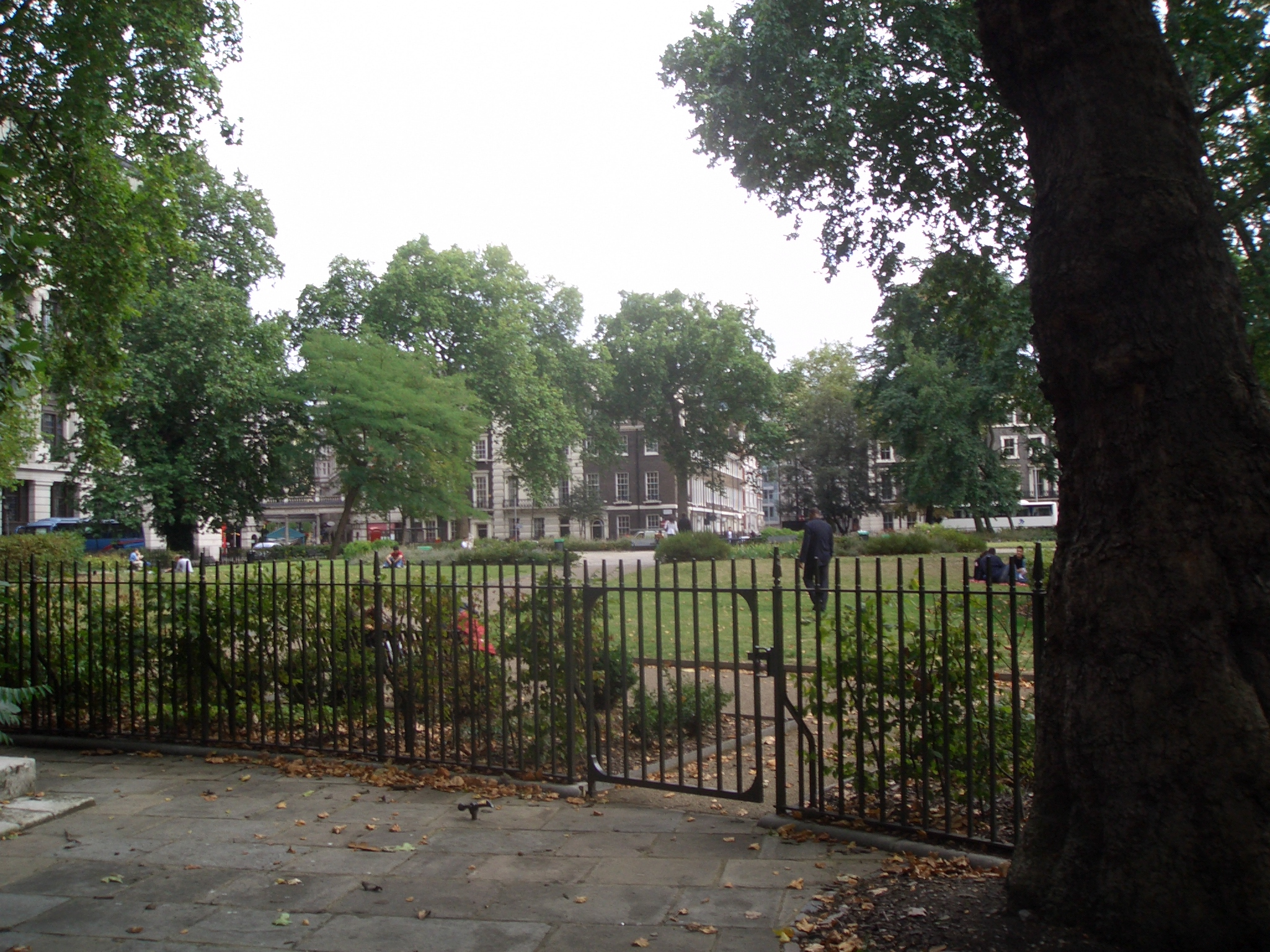
Bloomsbury Square vu du nord.
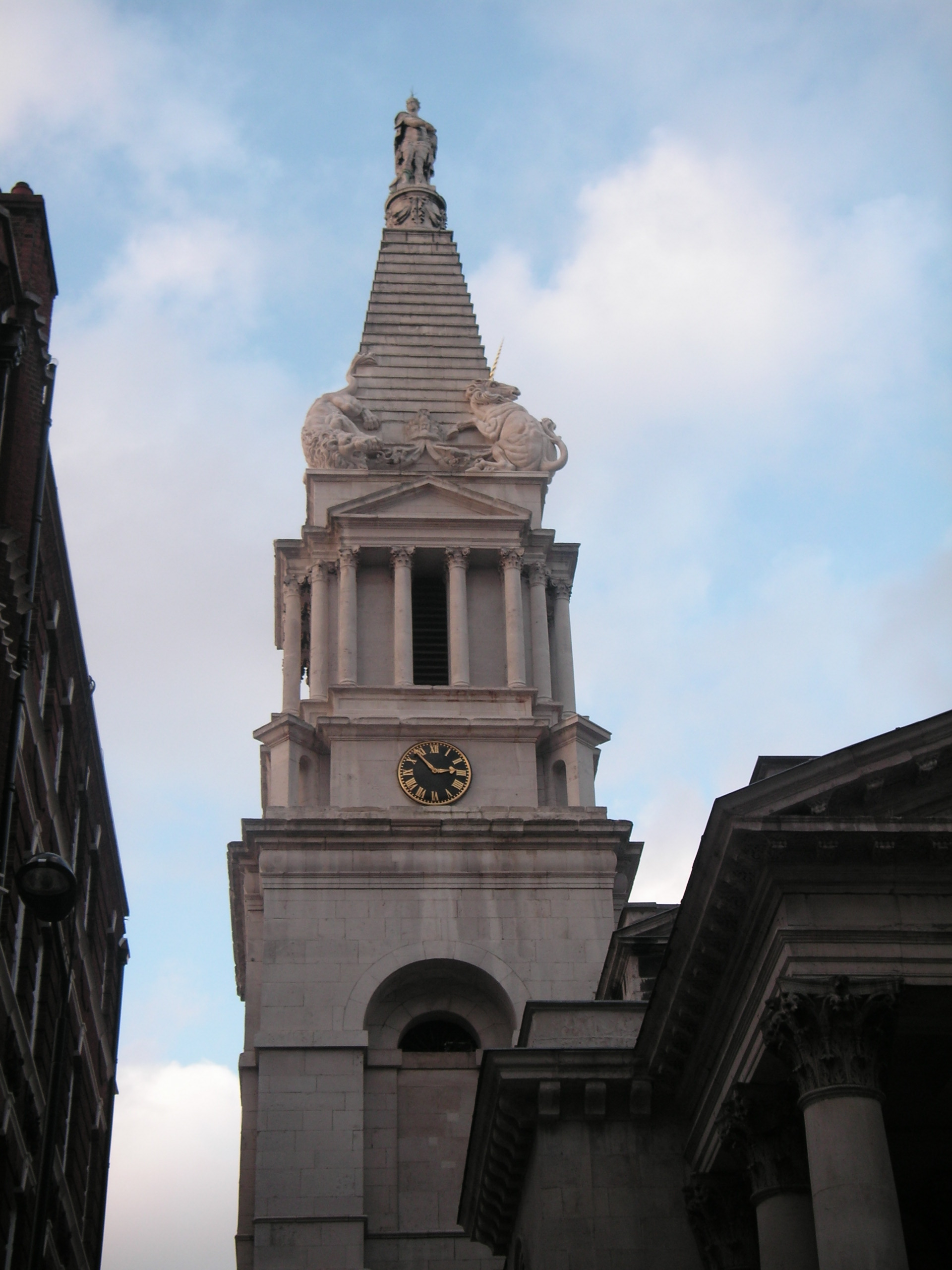
Tour de Saint Georges.
Senate House, siège du Institute of Modern Languages Research.
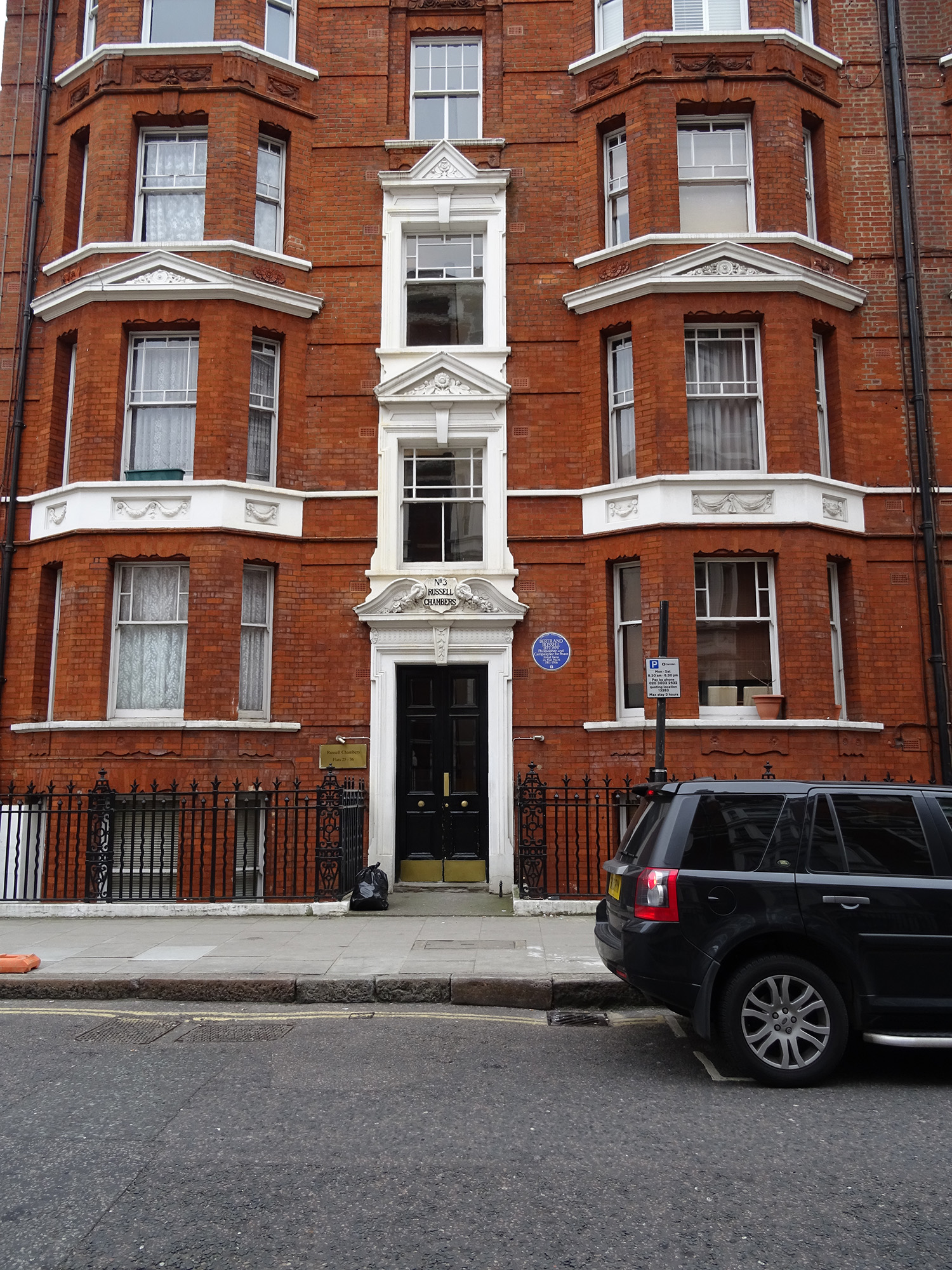
Bertrand Russell a vécu au 34 Russell Chambers Bury Place, Bloomsbury.
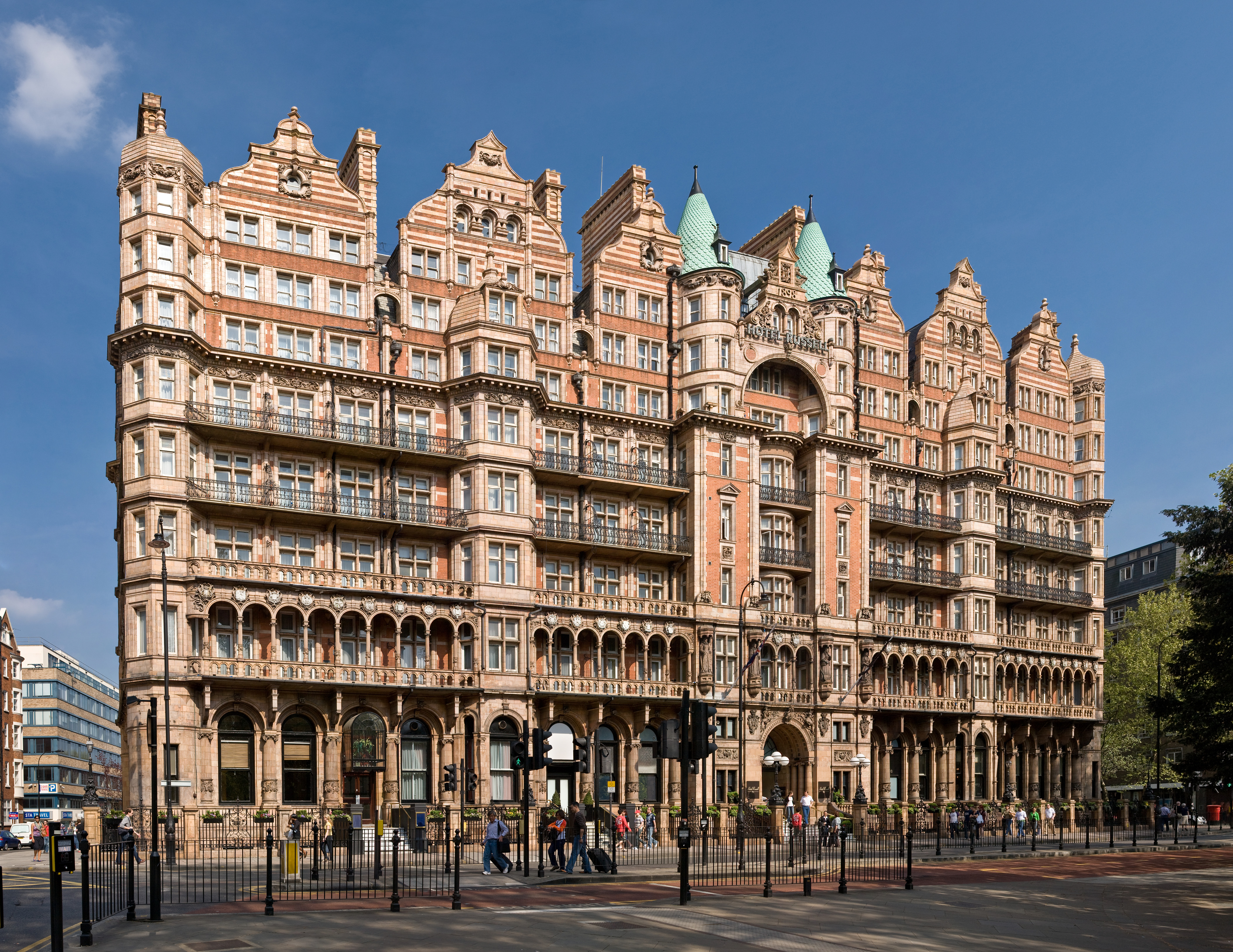
L'Hôtel Russell en 2007.
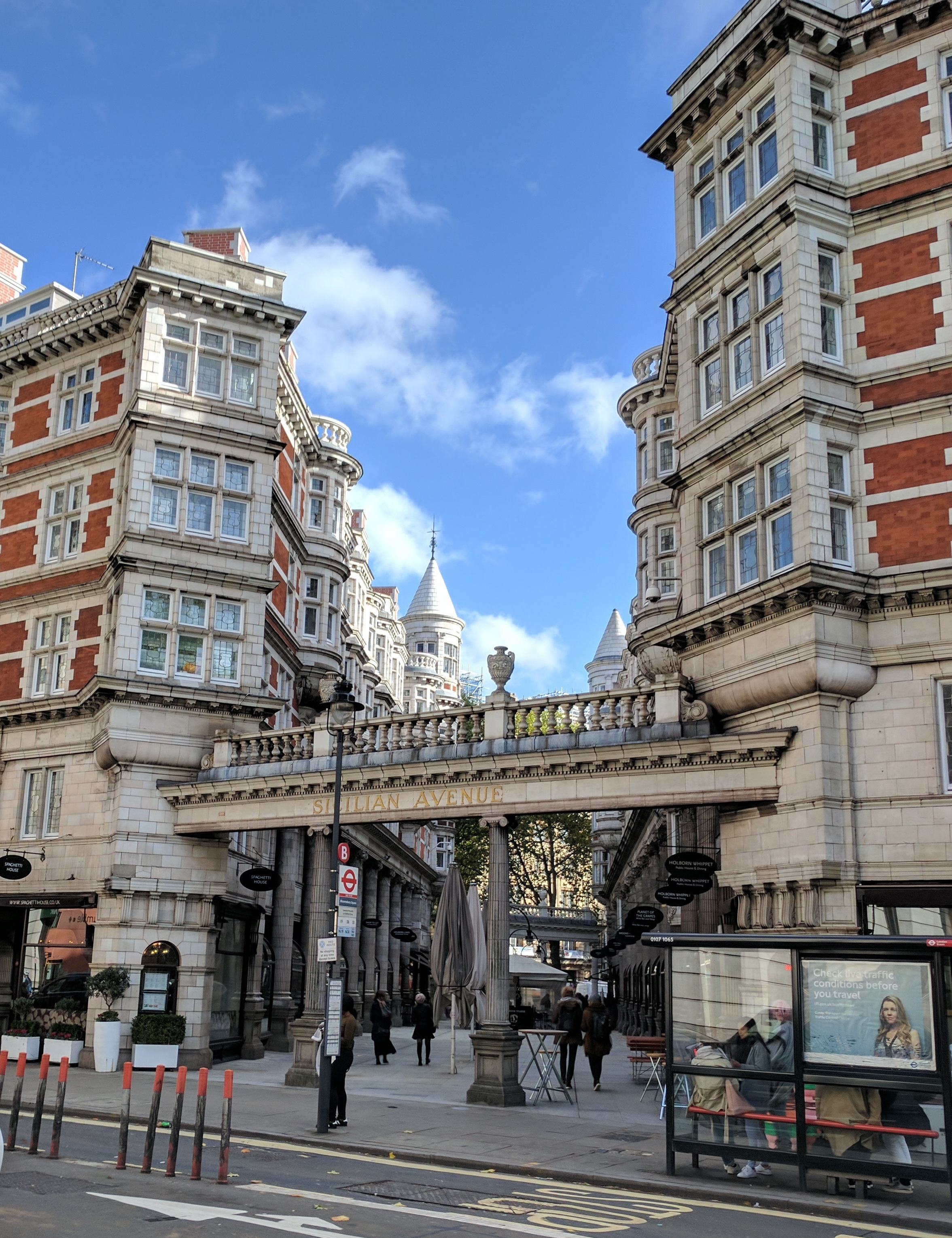
Sicilian Avenue.
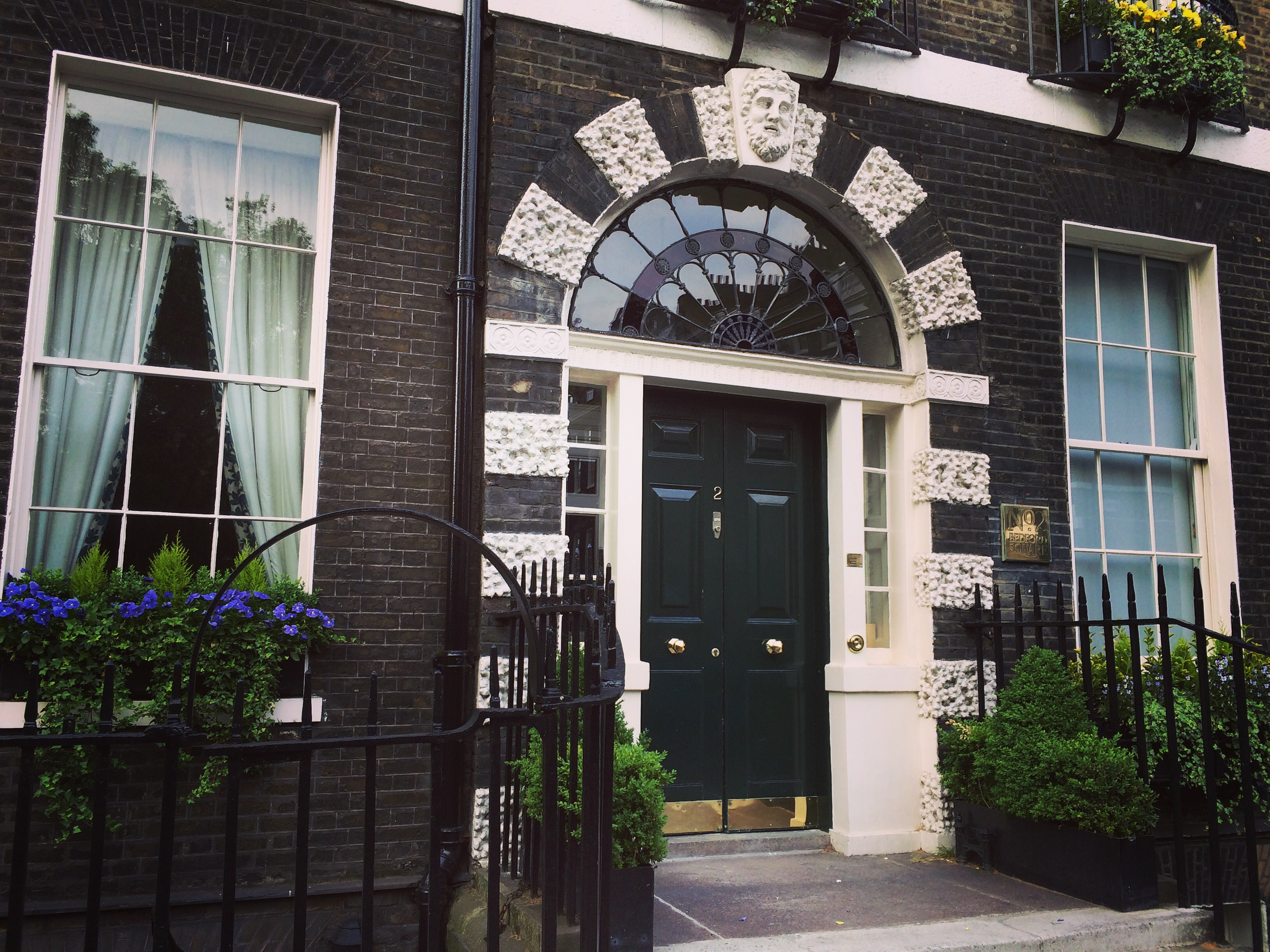
Bâtiment de Bedford Square, Bloomsbury.